# La Trinidad (Panama)
La Trinidad è un comune (corregimiento) della Repubblica di Panama situato nel distretto di Capira, provincia di Panama. Si estende su una superficie di 107 km² e conta una popolazione di 2.572 abitanti (censimento 2010).